# سياحة المثليين في البرازيل

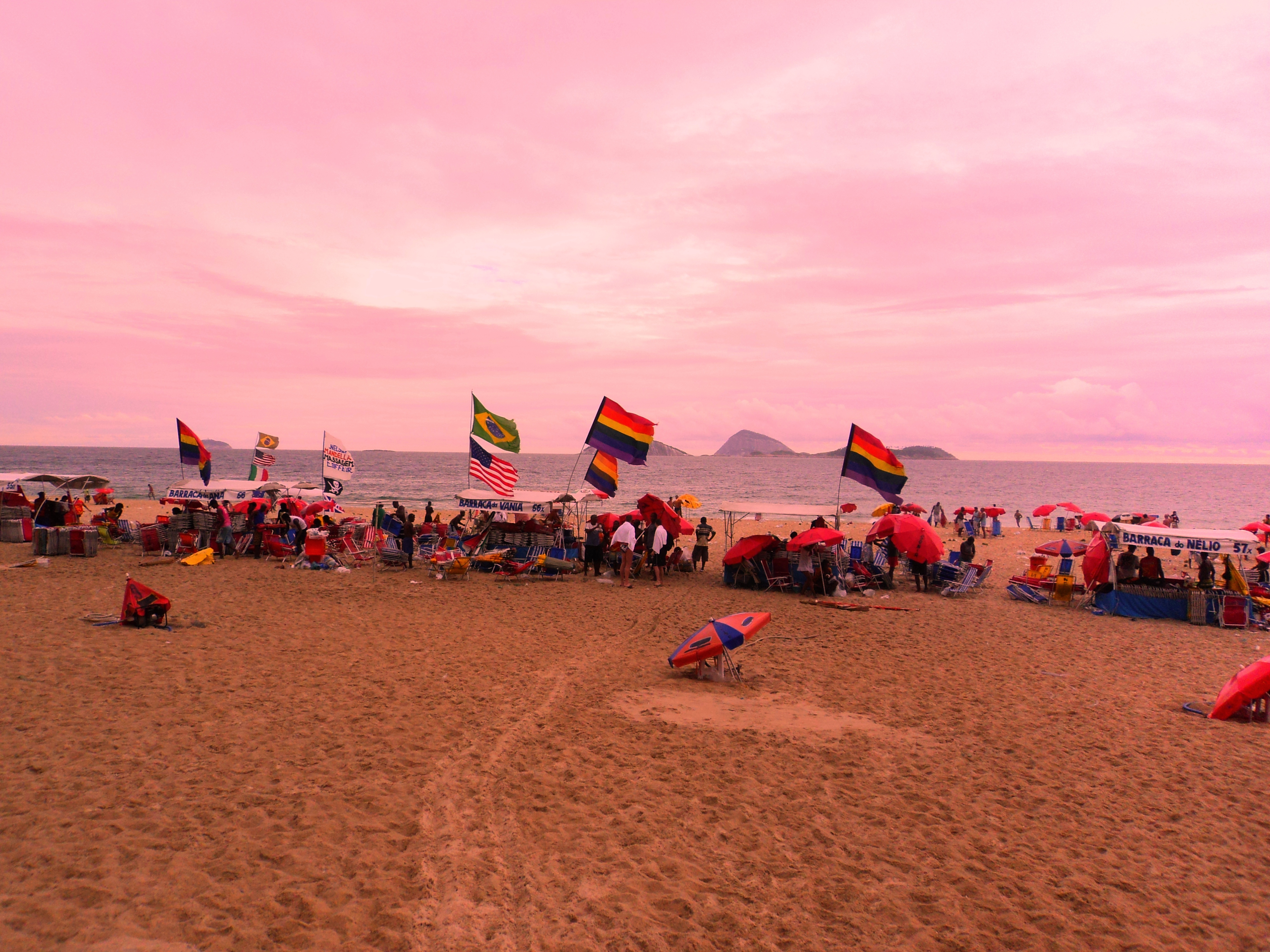
مكان المثليين في شاطئ إيبانيما، في مدينة ريو دي جانيرو

سياحة المثليين في البرازيل هو شكل من أشكال السياحة المخصصة تسويقها للأشخاص المثليين والمثليات ومزدوجي التوجه الجنسي والمتحولين جنسياً (اختصاراً: LGBT) الذين يأتون إلى البرازيل. اختيرت مدينة ريو دي جانيرو كأفضل وجهة للمثليين في العالم، وفقا لقناة لوغو الأمريكية، المملوكة من قبل شبكات لب التابعة لشركة فياكوم شبكات إم تي في. اختيرت ريو دي جانيرو أيضًا المدينة الأكثر إثارة في العالم لأفراد المثليين، وفقًا لقناة لوغو الأمريكية و«تريبآوتغايترافيل» (بالإنجليزية: TripOutGayTravel)‏. في عام 2014، كانت البرازيل والولايات المتحدة أكثر بلدين مطلوبين من قبل السياح المثليين الدوليين، وفقا لسوق السفر العالمي.
حوالي 26% من الزوار إلى ساو باولو، ريو دي جانيرو، فلوريانوبوليس، سلفادور وفورتاليزا أشخاصا من مجتمع المثليين. لدى البرازيل أكثر من 6,000 فنادق ونزل صديقة للمثليين مسجلة في وكالات السفر ومتخصصة أساسا في المواقع ذات الطابع المثلي، والتي هي المصدر الرئيسي للمعلومات للمسافرين. تتلقى المؤسسات ملصقًا به قوس قزح، وهو رمز عالمي للحركات الاجتماعية للمثليين.
خلال كرنفال ريو دي جانيرو في عام 2014، كان 30.75% من عائدات السياحة من مجتمع المثليين. وكان المجموع 1.5 مليار ريال برازيلي، منها 461 مليون من قبل المثليين والمثليات. وكانت غالبية السياح في البرازيل من ولايات ساو باولو وميناس غيرايس، وكانوا من بلدان أخرى الولايات المتحدة، المملكة المتحدة، و كندا.
تجلب مسيرات فخر المثليين البرازيلية الملايين نقدًا كل عام. فقط فخر ساو باولو للمثليين، مع 3.5 مليون مشارك، يجذب 400,000 سائح من مجتمع الميم، من شأنها أن تنقل إلى خزائن الولاية، حول 70 مليون يورو أو 160 مليون ريال برازيلي.
مع كونهم من أصحاب التعليم العالي، وعلى استعداد لاستهلاك المنتجات المكررة، أصبح مجتمع المثليين أولوية بالنسبة لقطاع السياحة والفنادق في البرازيل. تشير التقديرات إلى أن هذا القطاع مسؤولة عن ضخ ما يقرب من 200 مليار ريال برازيلي في اقتصاد البرازيل. في 21 أكتوبر 2010، تم التوقيع على اتفاقية في مدينة ريو دي جانيرو، لتشجيع السياح المثليين على القدوم إلى البرازيل وزيادة المعروض من الوجهات لهذا الجمهور في القطاع المحلي. حضر الاتفاقية وزير السياحة ورئيس هيئة السياحة البرازيلية ورئيس جمعية السياحة المثلية. الاتفاق الذي تم توقيعه في معرض الرابطة البرازيلية لوكلاء السفر قدم حوافز للمهنيين المؤهلين العاملين في الخدمة السياحية، وإجراءات لدعم تسويق المنتجات والخدمات والوجهات في سياحة المثليين.
وفقًا لفي الخارج الآن للاستشارات (بالإنجليزية: Out Now Consulting)‏، في عام 2010، أنفق المستهلكون من مجتمع المثليين المقيمين في الأرجنتين ما مجموعه 4 مليارات دولار أمريكي في السفر الترفيهي. في المكسيك، أنفق المستهلكون مجتمع المثليين 8 مليارات دولار أمريكي في السفر الترفيهي، بينما ينفق البرازيليون المثليون جنسياً أكثر من 20 مليار دولار أمريكي على السفر الترفيهي، وهو الأكبر في أمريكا اللاتينية. من السياح المثليين، يتلقى البرازيل أساسا مواطني الولايات المتحدة، المملكة المتحدة، ألمانيا، فرنسا، و هولندا. وفقًا لتطبيق غريندر للرجال المثليين، تتمتع مدينة ريو دي جانيرو بأفضل شاطئ للمثليين في العالم، ولدى مدينة ساو باولو لديها أفضل مسيرة فخر المثليين في العالم.